# C-17 Globemaster III

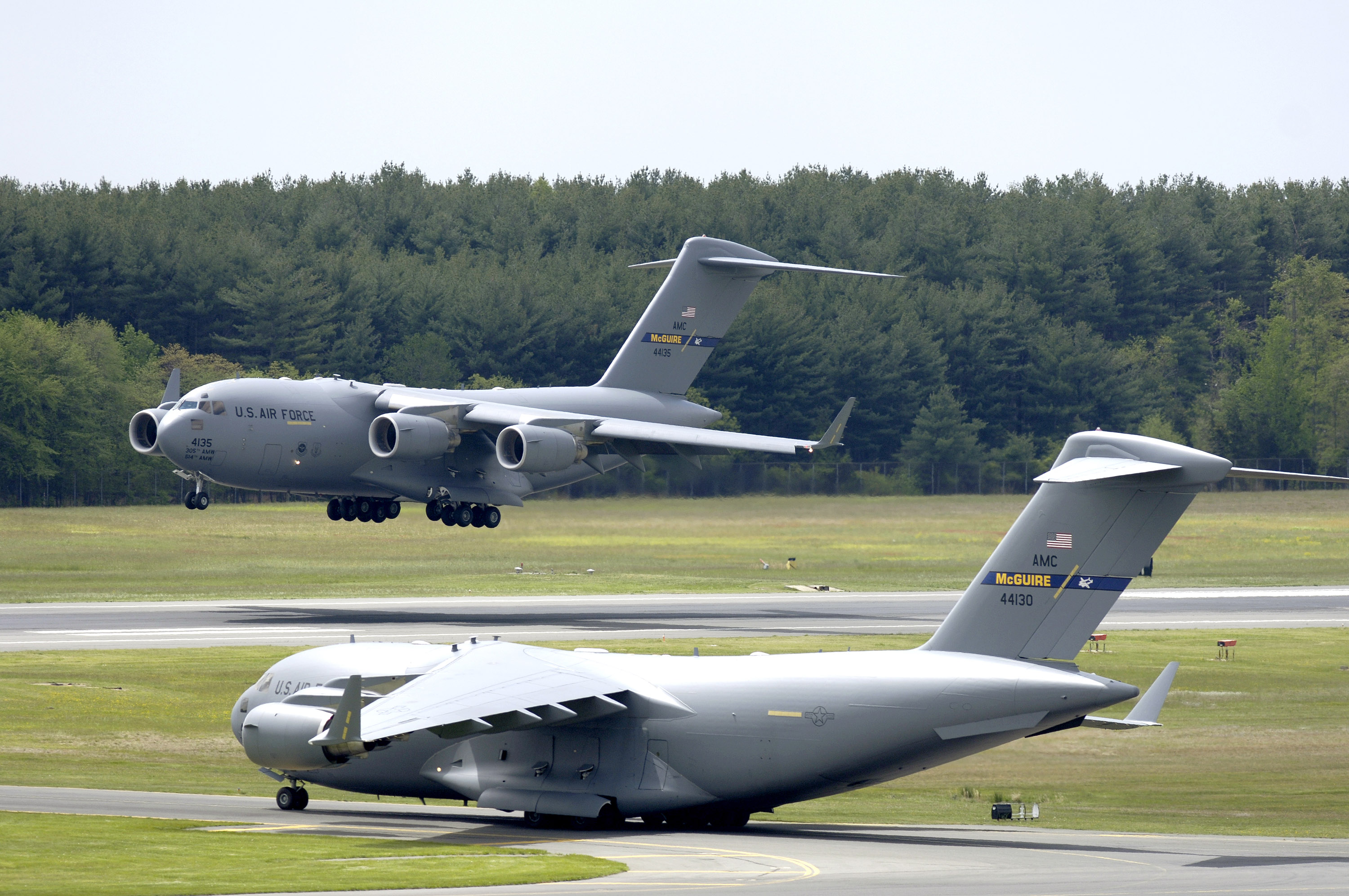
C-17 Globemaster III

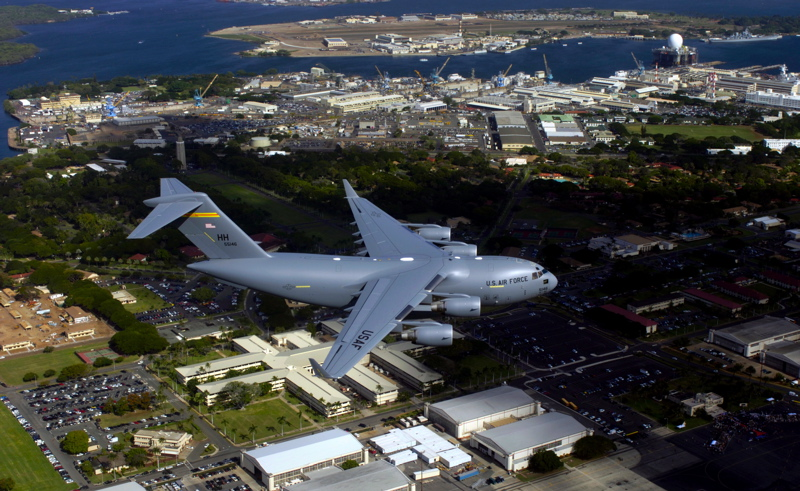
C-17 Globemaster III

Boeing (înainte McDonnell Douglas) C-17 Globemaster III este un avion de transport strategic greu construit de Boeing Integrated Defense Systems.